# Cirrhilabrus filamentosus
Cirrhilabrus filamentosus là một loài cá biển thuộc chi Cirrhilabrus trong họ Cá bàng chài. Loài này được mô tả lần đầu tiên vào năm 1976.

## Từ nguyên
Tính từ định danh filamentosus trong tiếng Latinh mang nghĩa là "có sợi", hàm ý đề cập đến sợi tia thứ 10 và 11 vươn dài ở vây lưng cá đực.

## Phạm vi phân bố và môi trường sống
C. filamentosus được biết đến chủ yếu tại biển Java, từ phía nam đảo Sumatra trải dài đến biển Timor, và có thể mở rộng đến quần đảo Banda. C. filamentosus sinh sống gần các rạn san hô ở vùng biển ngoài khơi, nhưng cũng có thể được tìm thấy ở khu vực cửa sông có nhiều bùn, độ sâu khoảng 5–35 m.

## Mô tả
Chiều dài lớn nhất được ghi nhận ở C. filamentosus là 8 cm. Vây bụng của cá đực rất dài. Mống mắt màu cam.
Cá cái có màu đỏ cam nhạt với một đốm đen ngay cuống đuôi. Đầu và lưng của cá cái và cá đực mới lớn thường có các sọc ngắn màu trắng xanh. Có đốm trắng trên mõm.
Cá đực có màu đỏ sẫm, bụng màu trắng. Vảy cá ở vùng cuống họng có màu xanh lam sáng. Vây lưng và vây hậu môn có màu vàng sẫm, có các hàng đốm xanh ánh kim ở gốc vây và được viền xanh óng ở rìa; đặc trưng bởi các tia vây dài ở vây lưng và có thể vươn dài vượt xa khỏi vây đuôi ở những con đực lớn. Vây đuôi bo tròn, có màu lam thẫm, lốm đốm các vệt màu xanh óng. Vây bụng màu vàng và khà dài.
Cá đực mùa giao phối sẫm màu cam ở toàn bộ đầu, ngực và thân trên. Vùng bụng sẫm dần thành màu xám đen, thu hẹp thành một đốm trắng ngay trước bụng. Các vệt xanh trên vây đuôi phát sáng hơn.
Số gai ở vây lưng: 11; Số tia vây ở vây lưng: 8; Số gai ở vây hậu môn: 3; Số tia vây ở vây hậu môn: 8; Số tia vây ở vây ngực: 15; Số gai ở vây bụng: 1; Số tia vây ở vây bụng: 5.

## Sinh thái học
Thức ăn của C. filamentosus là các loài động vật phù du, có thể lẫn vào đàn của các loài Cirrhilabrus và Paracheilinus khác cùng nhau kiếm ăn. Chúng sống theo từng nhóm, một con đực thường sống cùng với nhiều con cái và con non, tạo thành một hậu cung rộng lớn.

## Phân loại học
C. filamentosus nằm trong một nhóm phức hợp loài cùng với các loài Cirrhilabrus cyanogularis, Cirrhilabrus tonozukai và Cirrhilabrus rubripinnis, đặc trưng bởi các tia gai vươn dài ở vây lưng, vây bụng dài và lớp vảy xanh lam óng dưới ngực.

## Thương mại
C. filamentosus thu thập trong ngành buôn bán cá cảnh.